# Rolf Gölz
Rolf Gölz (Bad Schussenried, 20 de setembro de 1962) é um ex-ciclista alemão que foi profissional de 1985 à 1993. Ele ganhou o Campeonato Alemão de Ciclismo de Estrada em 1985.
Gölz representou a Alemanha Ocidental nos Jogos Olímpicos de 1984, em Los Angeles, ganhando a medalha de prata na perseguição individual, atrás do estadunidense Steve Hegg e uma de bronze na perseguição por equipes.